# Botryobasidium verrucisporum
Botryobasidium verrucisporum ist eine Ständerpilzart aus der Familie der Traubenbasidienverwandten (Botryobasidiaceae). Sie bildet resupinate, spinnwebartige Fruchtkörper aus, die auf Totholz von Weiß-Tannen wachsen. Botryobasidium verrucisporum ist nur aus dem Sycamore Canyon im US-amerikanischen Arizona bekannt.

## Merkmale

### Makroskopische Merkmale
Botryobasidium verrucisporum besitzt hellgraue, gespinstartige und dünne Fruchtkörper, die resupinat (also vollständig anliegend) auf ihrem Substrat wachsen und unter der Lupe leicht netzartig erscheinen.

### Mikroskopische Merkmale
Wie bei allen Traubenbasidien ist die Hyphenstruktur von Botryobasidium verrucisporum monomitisch, besteht also ausschließlich aus generativen Hyphen, die sich rechtwinklig verzweigen. Die Basalhyphen sind hellgelb bis hellbraun, meist 5–8 µm breit und nicht inkrustiert. Die Subhymenialhyphen sind locker verwoben und dünnwandig. Alle Hyphen sind einfach septiert. Die Art verfügt wie fast alle Traubenbasidien weder über Zystiden noch über Schnallen. Die viersporigen Basidien der Art wachsen in Nestern, werden 25–30 × 7,5–9 µm groß, sind zylindrisch geformt und an der Basis leicht verdickt. Die Sporen sind breitellipsoid bis fast kugelförmig und meist 6–8 × 5–5,5 µm groß. Sie sind hyalin, dickwandig, cyanophil und warzig.

## Verbreitung
Die bekannte Verbreitung von Botryobasidium verrucisporum umfasst bislang nur die Typlokalität im Sycamore Canyon der arizonensischen Atascosa Mountains.

## Ökologie
Botryobasidium verrucisporum ist ein Saprobiont, der Totholz besiedelt. Bisher wurde es lediglich abgestorbenen Fruchtkörpern von Arizona-Eichen (Quercus arizonica) gefunden.